# تپه و گورستان بلبان
تپه و قبرستان کیلە علیا مربوط به هزاره اول قبل از میلاد - سدهٔ ۸–۶ ه.ق است و در شهرستان پیرانشهر، بخش لاجان، دهستان لاهیجان شرقی، روستای کیلە علیا واقع شده و این اثر در تاریخ ۲۵ آبان ۱۳۸۷ با شمارهٔ ثبت ۲۳۵۸۴ به‌عنوان یکی از آثار ملی ایران به ثبت رسیده است.